# Capdrot

Capdrot este o comună în departamentul Dordogne din sud-vestul Franței. În 2009 avea o populație de 499 de locuitori.

## Evoluția populației
| An        | 1975 | 1982 | 1990 | 1999 | 2006 | 2009 |
| --------- | ---- | ---- | ---- | ---- | ---- | ---- |
| Populație | 469  | 467  | 502  | 507  | 485  | 499  |